# Paressisus
Paressisus is een kevergeslacht uit de familie van de boktorren (Cerambycidae). De wetenschappelijke naam van het geslacht werd voor het eerst geldig gepubliceerd in 1917 door Christopher Aurivillius.

## Soorten
Paressisus is monotypisch en omvat slechts de volgende soort, die voorkomt in Queensland (Australië):
- Paressisus viridipennis Aurivillius, 1917